# Heidenau-Süd
Heidenau-Süd ist ein zentraler Ortsteil der Stadt Heidenau im Landkreis Sächsische Schweiz-Osterzgebirge, Sachsen. Er liegt in der Gemarkung Heidenau rund um das gleichnamige alte Dorf, von dem die heutige Stadt Heidenau ihren Namen hat.

## Geographie
Heidenau-Süd liegt im Zentrum der Stadt Heidenau. Es befindet sich am Südrand des Elbtalkessels, am westlichen, orografisch linken Ufer der Elbe und südlich der Müglitz. In dem Ortsteil liegt der südliche Teil des Heidenauer Stadtkerns. In Heidenau-Süd befinden sich zentrale Einrichtungen, unter anderem das Johanniter-Krankenhaus und das Pestalozzi-Gymnasium Heidenau. Heidenau-Süd ist dicht bebaut, vorwiegend mit Wohnhäusern. Angesiedelt hat sich aber auch vielfältige Industrie, darunter ein Papierwerk und das Reifenwerk Heidenau. Die Gewerbeflächen liegen vorwiegend entlang der Elbgeländebahn und der Bahnstrecke Děčín–Dresden-Neustadt. An letzterer Strecke liegt der S-Bahn-Haltepunkt Heidenau Süd.
Benachbarte Heidenauer Stadtteile sind Mügeln im Norden, Großsedlitz im Südosten und Kleinsedlitz im Süden. Südwestlich grenzt die Stadt Dohna an. Auf der gegenüberliegenden Elbseite liegt östlich von Heidenau-Süd der Pirnaer Stadtteil Pratzschwitz.
Der alte Dorfkern von Heidenau befindet sich an der Schmiedestraße im Norden des Stadtteils, nahe der Mündung der Müglitz in die Elbe. Wichtigste Straße des Stadtteils ist die Hauptstraße, die als Staatsstraße 172 eine Verbindung nach Dresden und in die Sächsische Schweiz darstellt. An den ÖPNV ist Heidenau-Süd neben der Bahnverbindung über mehrere Buslinien des RVSOE und des Reisedienstes Dreßler angebunden.

## Geschichte

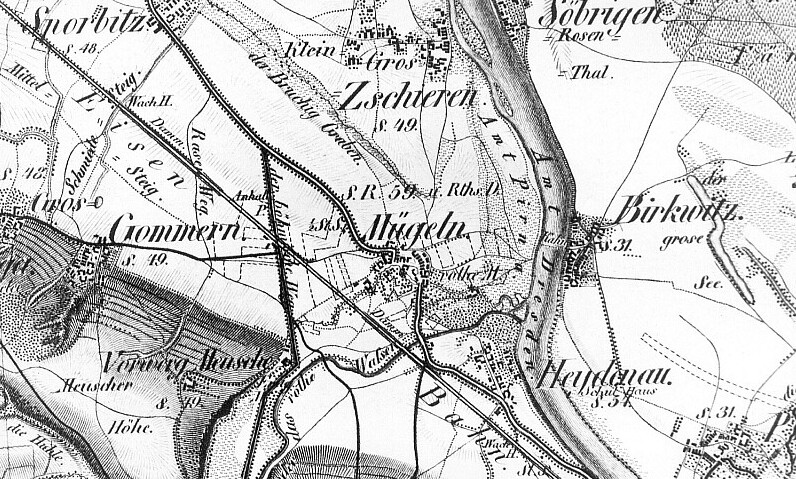
Das Dorf „Heydenau“ und seine Nachbarorte auf einer Karte aus dem 19. Jahrhundert

Als einer von sehr wenigen Ortsnamen im Dresdner Elbtalkessel ist „Heidenau“ deutschen Ursprungs. Er setzt sich zusammen aus dem Grundwort „Aue“ sowie dem männlichen Vornamen „Heyde“ und bedeutet somit „Siedlung in der Aue eines Heyde“. Wahrscheinlich besteht dabei ein Bezug zu den Burggrafen im nahen Dohna, bei denen dieser Vorname im 14. Jahrhundert häufig war. So nennt eine Urkunde aus dem Jahr 1347, in dem das damalige Allod „Heydenowe“ erstmals erwähnt wurde, auch die Burggrafen Friedrich und Otto Heyde II. Der Ort hieß 1388 „Heydenaw“, 1425 wurde ein „Nigkil von Heydenau“ erwähnt. In den folgenden Jahrhunderten waren auch noch weitere Schreibweisen in Gebrauch, darunter „Heydena“, „Hedenawe“ und „Heidenaw“. Im Jahr 1791 galt die Form „Heydenau“.
Heidenau entstand als lockeres Gassendorf und war mit einer 182 Hektar großen Block-Gewannflur ausgestattet. Im Jahr 1441 befand sich ein Vorwerk im Ort, das um 1530 zwischen dem Amt Pirna und zu einem geringen Teil auch dem Hans Korbitz auf Zscheckwitz aufgeteilt wurde. Heidenau war damit größtenteils ein Amtsdorf. Im Jahr 1640 zählte es zum Rittergut Pillnitz, 1764 dann zum Kammergut Sedlitz. Die Verwaltung des Ortes oblag 1441 der Pflege Dohna, ab dem 16. Jahrhundert dem Amt Pirna und ab 1856 dem Gerichtsamt Pirna.
Auf Grundlage der Landgemeindeordnung von 1838 erlangte Heidenau Selbstständigkeit als Landgemeinde. Diese war 1875 Teil der Amtshauptmannschaft Pirna. Eingepfarrt war der Ort jahrhundertelang nach Dohna in die Marienkirche, seit 1901 gibt es in Heidenau eine eigene Kirchgemeinde. Damals, in den Jahren vor dem Ersten Weltkrieg, wuchs der Ort sehr schnell zu einer Industriegemeinde heran, in der sich unter anderem die Rockstroh-Werke und viele weitere Industriebetriebe ansiedelten. Zwischen 1890 und 1910 verzehnfachte sich die Einwohnerzahl des Ortes, da viele Arbeitskräfte gebraucht und deshalb Wohnhäuser errichtet wurden.
Am 1. April 1920 fusionierte Heidenau mit den benachbarten Industriegemeinden Mügeln und Gommern zur neuen Gemeinde Heidenau, die vier Jahre später Stadtrecht erhielt und sich in der Folgezeit durch weitere Eingemeindungen vergrößerte. Die Lutherkirche wurde 1931 an der Fröbelstraße als Notkirche gebaut. Am 26. Januar 2014 wurde sie entwidmet. Auf dem Friedhof Heidenau-Süd befindet sich ein Massengrab für Häftlinge, Zwangsarbeiter und Kriegsgefangene. Im Jahr 1973 waren 960 neue Wohnungen am Böhmischen Weg bezugsfertig.

### Einwohnerentwicklung
| Jahr    | Einwohner                              |
| ------- | -------------------------------------- |
| 1548/51 | 8 besessene Mann, 26 Inwohner          |
| 1764    | 9 besessene Mann, 1 Gärtner, 1 Häusler |
| 1834    | 159                                    |
| 1871    | 277                                    |
| 1890    | 538                                    |
| 1910    | 5454                                   |
| 1925    | siehe Heidenau                         |